# Mercedes Erra
Mercedes Erra (Sabadell, 23 de setembre de 1954) és una empresària francesa. És la presidenta executiva de Havas Worldwide (anteriorment Euro RSCG Worldwide), cofundadora de BETC, i directora general de Havas. Mercedes Erra és especialista en construcció de marca i comunicació. És coneguda per treballar per Danone, Evian i Air France. La seva campanya "Roller Babies" per a Evian va aconseguir aparèixer que al Guinness World Records perquè l'anunci va ser reproduït 75 milions de vegades.
Es va traslladar a França a sis anys. Va estudiar a HEC Paris. Va començar a treballar com a becària a Saatchi & Saatchi el 1981. Després, va ser directora de publicitat, responsable de clients, director general adjunt i finalment es va convertir en director general de Saatchi & Saatchi Advertising fins a 1995. És la "E" de l'agència BETC (Babinet Erra Tong Cuong).
Defensora del lideratge femení, és cofundadora del Fòrum de les Dones per a l'Economia i la Societat. També col·labora amb UNICEF i la Fundació ELLE. És una membre activa del comitè francès de Human Rights Watch i membre permanent de la comissió francesa sobre la imatge de les dones als mitjans de comunicació. El març de 2012 Erra va ser nomenada membre del consell d'administració d'Art Media Society.